# Quelidónia-maior
Quelidónia-maior (Chelidonium majus), também conhecida por outros nomes vulgares como caledónia, celidónia, quelidónia, erva-andorinha, seruda ou erva-das-verrugas, é uma planta da família das papoilas (Papaveraceae). O nome do seu género científico deriva do grego chelidón, que significa "andorinha". De facto, em Portugal é ainda conhecida como "erva das andorinhas", já que começa a florescer no início da Primavera (Março), mantendo a flor até ao Outono (Setembro), altura em que as andorinhas migram.
É uma planta vivaz originária da Europa, Norte de África e a Ásia Ocidental. O seu habitat preferencial situa-se em locais com entulho (espécie ruderal), sobre paredes e muros (espécie rupícola) ou em solos frescos e sombrios. A sua seiva leitosa, amarelo-alaranjada, lembra a tintura de iodo.

## Uso medicinal
A quelidónia-maior já era utilizada como erva medicinal pelos médicos gregos, especialmente no tratamento de problemas de pele, vesícula e fígado. Na China era utilizada como relaxante muscular, no tratamento das cataratas e como anti-espasmódico.
Hahnemann refere também o seu uso entre 1821 - 1834, altura em que escreveu a Materia Medica Pura.
A sua seiva contém alcalóides tóxicos, pelo que é perigoso ingeri-la, tanto fresca, como seca.
O seu nome vulgar, "erva-das-verrugas", refere-se ao facto do seu látex alaranjado ser utilizada popularmente para curar estes problemas de pele. Esta seiva é ainda utilizada como cicatrizante, ainda que várias fontes bibliográficas alertem para os cuidados que se devem ter no seu manuseamento, já que é uma planta venenosa, de seiva corrosiva.

## Outras designações vulgares
↑ A planta é ainda designada como: aruda, celidónia, cedronha, ceredonha, ceruda, cerúdia, erva-andorinha, erva-leiteira, erva-das-cortadelas, erva-das-verrugas, grande-queidónia, leitaria, quelidónia, quelidónia-maior. O facto de a sua seiva ter cor amarelo-alaranjada e ser utilizada popularmente na cicatrização de feridas deu-lhe ainda novas designações vulgares como "planta-betadine", "erva-do-mercúrio" (ou mercurocromo), etc.